# Ryō Gotō
Ryō Gotō (japanisch 後藤 涼 Gotō Ryō; * 25. August 1986 in der Präfektur Saitama) ist ein ehemaliger japanischer Fußballspieler.

## Karriere
Gotō erlernte das Fußballspielen in der Schulmannschaft der Maebashi Ikuei High School. Seinen ersten Vertrag unterschrieb er 2005 bei Thespa Kusatsu (heute: Thespakusatsu Gunma). Der Verein spielte in der zweithöchsten Liga des Landes, der J2 League. Für den Verein absolvierte er 204 Ligaspiele. Im November 2013 beendete er seine Karriere als Fußballspieler.